# Cristina Bucșa
Cristina Bucșa (født 1. januar 1998 i Chişinău, Moldova) er en professionel tennisspiller fra Spanien, som indtil 2015 repræsenterede sit fødeland, Moldova.